# The Long, Hot Summer
The Long, Hot Summer (br: O Mercador de Almas) é um filme estadunidense de 1958, do gênero drama, dirigido por Martin Ritt. O roteiro é baseado na novela The Hamlet, de William Faulkner. Com locações na Louisiana.

## Sinopse
Ben Quick é um jovem de boa aparência e atitude rebelde e amoral, obrigado a ter que deixar uma cidade por ser considerado um incendiário. Num escaldante Verão ele chega à Frenchman's Bend, Mississippi, pegando carona na estrada com as irmãs Clara e Eula Varner. Perguntando a um grupo de moradores "como um homem poderia ganhar a vida ali", lhe indicam a fazenda do pai das irmãs Varner, Will Varner, que controla a região. Na fazenda ele reencontra as irmãs e fala com o irmão mais velho delas, Jody. Consegue um acordo que não envolve salário: ele irá trabalhar como meeiro e deverá usar uma conta no armazém dos Varner, no qual Jody é o gerente. Ao retornar do Hospital, Will Varner fica sabendo desse acordo e briga com o filho e o humilha, pois conhecia a fama de Quick como incendiário. Will então vai ao encontro de Ben, mas não o expulsa pois gosta do rapaz, que dentre outras coisas lhe pergunta "quem quer que eu mate?". Will então coloca Ben como gerente da loja no lugar de Jody e, ao notar o interesse dele por Clara, pressiona a filha para que case duma vez com seu refinado vizinho que namora há seis anos ou então fique com Ben. Jody e Clara resolvem confrontar Ben e o pai. E o ódio de Jody parece ser mortal.

## Elenco
- Paul Newman .... Ben Quick
- Joanne Woodward .... Clara Varner
- Anthony Franciosa .... Jody Varner
- Orson Welles .... Will Varner
- Lee Remick .... Eula Varner
- Angela Lansbury .... Minnie Littlejohn
- Richard Anderson .... Alan Stewart
- George Dunn .... Peabody
- Sarah Marshall .... Agnes Stewart
- Mabel Albertson .... Sra. Stewart
- Jess Kirkpatrick .... Armistead
- J. Pat O'Malley .... Ratliff
- William Walker .... Lucius

## Principais prêmios e indicações
Festival de Cannes 1958 (França)
- Venceu na categoria de melhor ator (Paul Newman).
- Indicado à Palma de Ouro.